# Svartstrupig honungsfågel
Svartstrupig honungsfågel (Caligavis subfrenatus) är en fågel i familjen honungsfåglar inom ordningen tättingar.

## Utbredning och systematik
Svartstrupig honungsfågel förekommer på Nya Guinea. Den behandlas antingen som monotypisk eller delas in i fyra underarter med följande utbredning:
- Caligavis subfrenata subfrenata – förekommer i nordvästra Nya Guinea (Arfakbergen)
- Caligavis subfrenata melanolaema – förekommer i centrala bergen på Nya Guinea
- Caligavis subfrenata utakwensis – förekommer på Nya Guinea (Weyland och Snow Mountains)
- Caligavis subfrenata salvadorii – förekommer i bergen i sydöstra Nya Guinea

### Släktestillhörighet
Svartstrupig honungsfågel placerades tidigare i släktet Lichenostomus, men genetiska studier från 2011 visar att arterna i Lichenostomus inte är varandras närmaste släktingar. Den har därför tillsammans med närmaste släktingarna lövhonungsfågel och gulkindad honungsfågel lyfts ut till det egna släktet Caligavis.

## Status
IUCN kategoriserar arten som livskraftig.